# قانون الأحوال الشخصية للمسلمين في الهند
يخضع المسلمون في الهند لقانون الأحوال الشخصية الإسلامي (الشريعة) لعام 1937. يختص القانون بقضايا الزواج والخلافة والميراث والجمعيات الخيرية الخاصة بالمسلمين. فيما يتناول قانون فسخ الزيجات الإسلامية لعام 1939 الظروف التي يمكن فيها للمرأة المسلمة الحصول على الطلاق وحقوقهن والأمور ذات الصلة.
لا تسري أحكام هذه القوانين في ولاية غوا، حيث ينطبق قانون غوا المدني على جميع الأشخاص بغض النظر عن دينهم. كما لا تنطبق هذه القوانين على المسلمين الذين تزوجوا بموجب قانون الزواج الخاص لعام 1954.

## تاريخ
خلال نظام ملوك المغول ظهير الدين بابر ونصير الدين همايون، تم احترام القوانين السابقة ومارس فقهاء الدين تأثيرًا كبيرًا على القرارات القضائية.
في ظل نظام جلال الدين أكبر، تقلصت صلاحيات العلماء وهيمنت المتددون من المدرسة السنية.
خلال نظام جهانكير، لم يكن مسموحا بتنفيذ حد السيف وقطع الأذنين وعقوبة الإعدام دون إذن من الإمبراطور. في عهد أورنكزيب عالم كير أمر بصياغة مدونة للقانون.

## الزواج والطلاق
يعتبر الزواج الإسلامي في الهند عقدا مدنيا بين رجل وامرأة. يمكن فسخ هذا العقد إما بالطلاق بناء على طلب الزوج أو الخلع في حالة طلب الزوجة أو بالاتفاق المتبادل بينهما. وتسمح تعاليم الإسلام للرجل المسلم بتطليق زوجته شرعا وقانونًا عن طريق لفظ كلمة طلاق.
تعترف بعض الجماعات المسلمة بالطلاق الثلاثي، يسمح من خلاله لأي رجل مسلم بتطليق زوجته من خلال نطق كلمة «طلاق» ثلاث مرات شفويا أو كتابيا ومؤخرًا من خلال بعث رسالة إلكترونية. لكن في 22 أغسطس 2017، اعتبرت المحكمة العليا في الهند أن الطلاق الثلاثي غير دستوري. وفي 30 يوليو 2019، اعتبر البرلمان الهندي الطلاق الثلاثي جريمة يعاقب عليها القانون.
يمكن للزوج أن يفوض سلطة النطق بطلاق زوجته لشخص ثالث بالاتفاق وهو ما يطلق عليه طلاق التفويض. لا يتعين على الرجل المسلم ذكر سبب الطلاق.
تتعلق المادة الخامسة من قانون الشريعة لعام 1937 بالنساء المسلمات. لكن تم إلغاء المادة في وقت لاحق وتعويضها بقانون فض زواج المسلمين لعام 1939. بناء عليه يمكن للمرأة المسلمة تقديم طلب الطلاق في المحكمة في الحالات التالية:
- إذا كانت الزوجة لا تعلم مكان زوجها لمدة تصل إلى أربع سنوات
- إذا لم يقدم الزوج إعالة لها لمدة عامين
- إذا حكم على الزوج بالسجن لمدة سبع سنوات أو أكثر
- إذا لم يقم الزوج بالتزاماته الزوجية لمدة ثلاث سنوات
- إذا كان الزوج عاجزًا في وقت الزواج وبقى كذلك
- إذا كان الزوج قد أصيب بالجنون لمدة عامين أو كان يعاني من مرض الجذام أو الأمراض التناسلية
- إذا كان الزوج يعامل المرأة بقسوة، حتى في غياب العنف الجسدي
- إذا كانت الزوجة قد زوجها والدها أو ولي أمرها قبل بلوغها سن 15 سنة
- إذا كان الزوج يرتبط بنساء سيئات السمعة أو يعيش حياة سيئة السمعة أو يحاول إجبارها على العيش حياة غير أخلاقية
- إذا تخلص الزوج من ممتلكاتها أو منعها من ممارسة حقوقها القانونية عليها
- إذا عرقلها الزوج في الاحتفال بمهنتها أو ممارستها الدينية
- إذا كان لديه أكثر من زوجة أو لا يعاملها معاملة منصفة وفقًا للقرآن أو يتعلل بأي سبب آخر معترف به على أنه صالح لفسخ الزيجات بموجب الشريعة الإسلامية.[10]

## ميراث

### قواعد الميراث
- يعمل نظام الإرث في الهند وفق نظام الشريعة الإسلامية حيث للذكر مثل حظ الأنثيين بغض النظر عن المكان الذي يرثونه معًا.[11] فيما تحصل المرأة على ثُمن حصتها من الميراث إذا كان هناك أطفال وربع الحصة إذا لم يكن هناك أطفال.
- أما في حالة تعدد الزوجات، فيتم تقسيم ثُمن الحصة بالتساوي بينهما إذا لم يكن هناك أطفال وربع الحصة إذا كان هناك فرع وارث.
- يتلقى الزوج ربع ممتلكات زوجته المتوفاة إذا كان هناك أطفال ونصف إذا لم يكن هناك.[12]
- إذا كان لدى الوالدين أكثر من ابنة واحدة، فسيتم توزيع ثلثي الممتلكات بالتساوي فقط على الفتيات. أما إذا كان الوالدين لديه ابنة واحدة فقط، فإنه يرث نصف ممتلكاته.
- تحصل الأم على سدس ممتلكات طفلها المتوفى إذا كان هناك أحفاد وثلث الممتلكات إذا لم يكن هناك أحفاد.
- يجب على الوالدين والأطفال والزوج والزوجة وفي جميع الحالات، الحصول على حصص من الميراث بغض النظر عن عدد أو درجة الورثة الآخرين.

### المهر أو الصداق
يعد المهر أو صداق مجموع الأموال أو الممتلكات التي يتعين على الزوج تقديمها للزوجة وقت الزواج (نكاح). وهما نوعان المهر المعجل الذي يُعطى للزوجة بعد الزواج بفترة قصيرة والمهر المؤجل الذي يُعطى للزوجة عند انتهاء الزواج إما بسبب وفاة الزوج أو بالطلاق.

### الوصية
لا يمكن للمسلم سوى إعطاء ثلث مجموع ممتلكاته من خلال وصية.

### الهدية
يمكن تقديم أي نوع من الممتلكات كهدية.